# Liste des métros en France

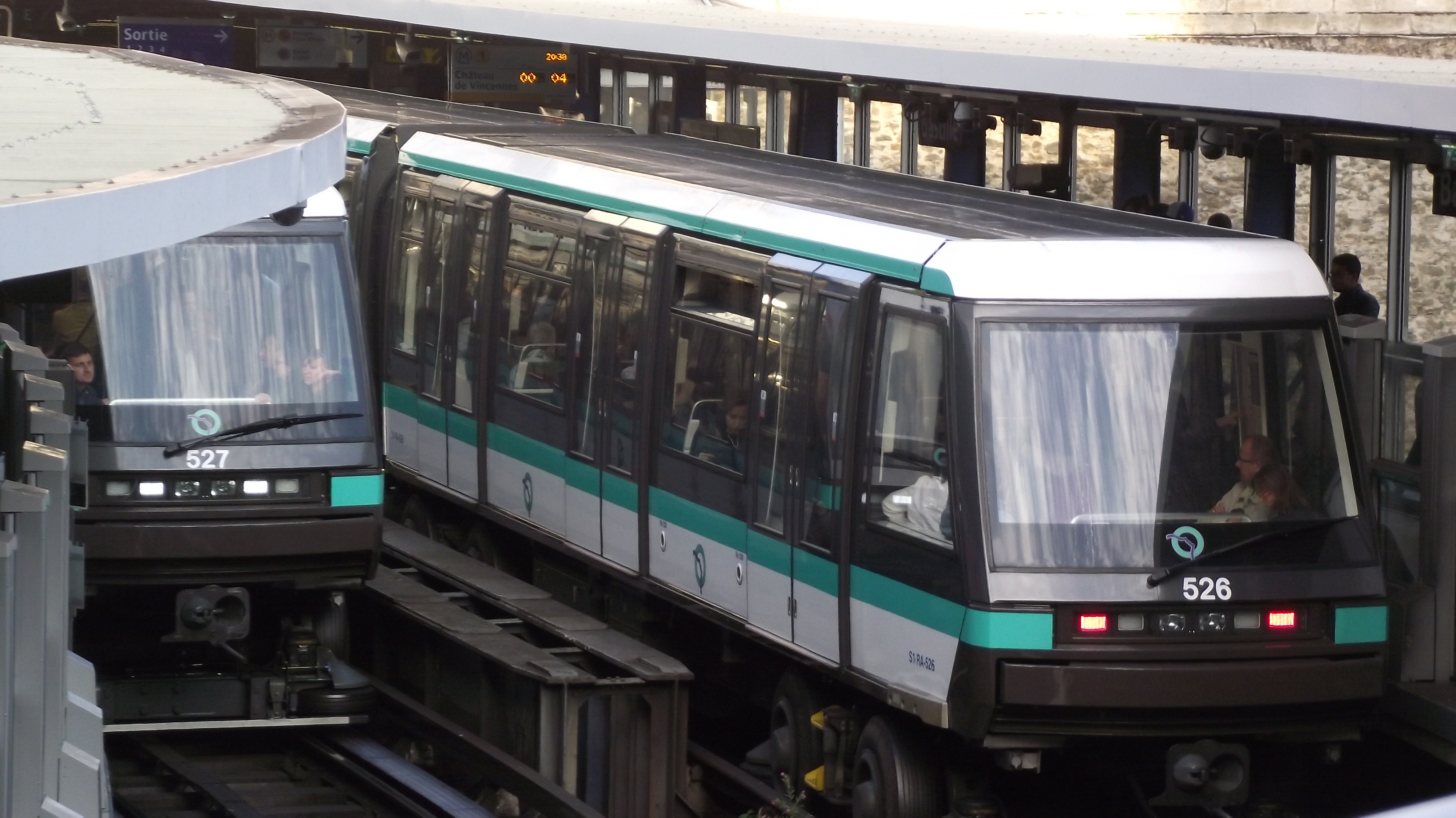
La ligne 1 du métro de Paris, la plus fréquentée de France.

La liste des métros de France comprend six réseaux desservant diverses agglomérations du pays, et trois petites lignes desservant les aéroports de Paris.
Le métro de Paris domine en nombre de lignes, de kilomètres de voies et de voyageurs transportés. Il représente en effet à lui seul 60 % de la longueur totale des lignes françaises, 61 % des stations de métro françaises et 57 % des lignes françaises (hors CDGVAL et Orlyval). Il est suivi de loin par le métro de Lille, deuxième réseau français en nombre de stations (avec près de 12 % des stations françaises). Les autres réseaux représentent chacun entre 5 et 8 % du nombre de stations de métro françaises. Le réseau parisien compte 4 fois plus de lignes que le métro lyonnais (deuxième réseau français en nombre de lignes avec 14 % des lignes françaises). Les autres réseaux comptent tous deux lignes (soit 7 % du nombre de lignes de métro françaises). Le réseau lillois est le deuxième plus long réseau (avec près de 11 % de la longueur totale du réseau français). Le métro marseillais est le dernier en longueur de réseau et représente moins de 6 % de la longueur totale du réseau.
Inauguré en 1900, le métro de Paris a été le seul réseau en activité jusqu'en  1977, date d'ouverture de la ligne 1 du métro de Marseille. À Lyon, le funiculaire de la Croix Rousse modernisé et remis partiellement en service en 1974 sur son tronçon "Hôtel de Ville - Croix Rousse" , n'était pas encore officiellement un métro.

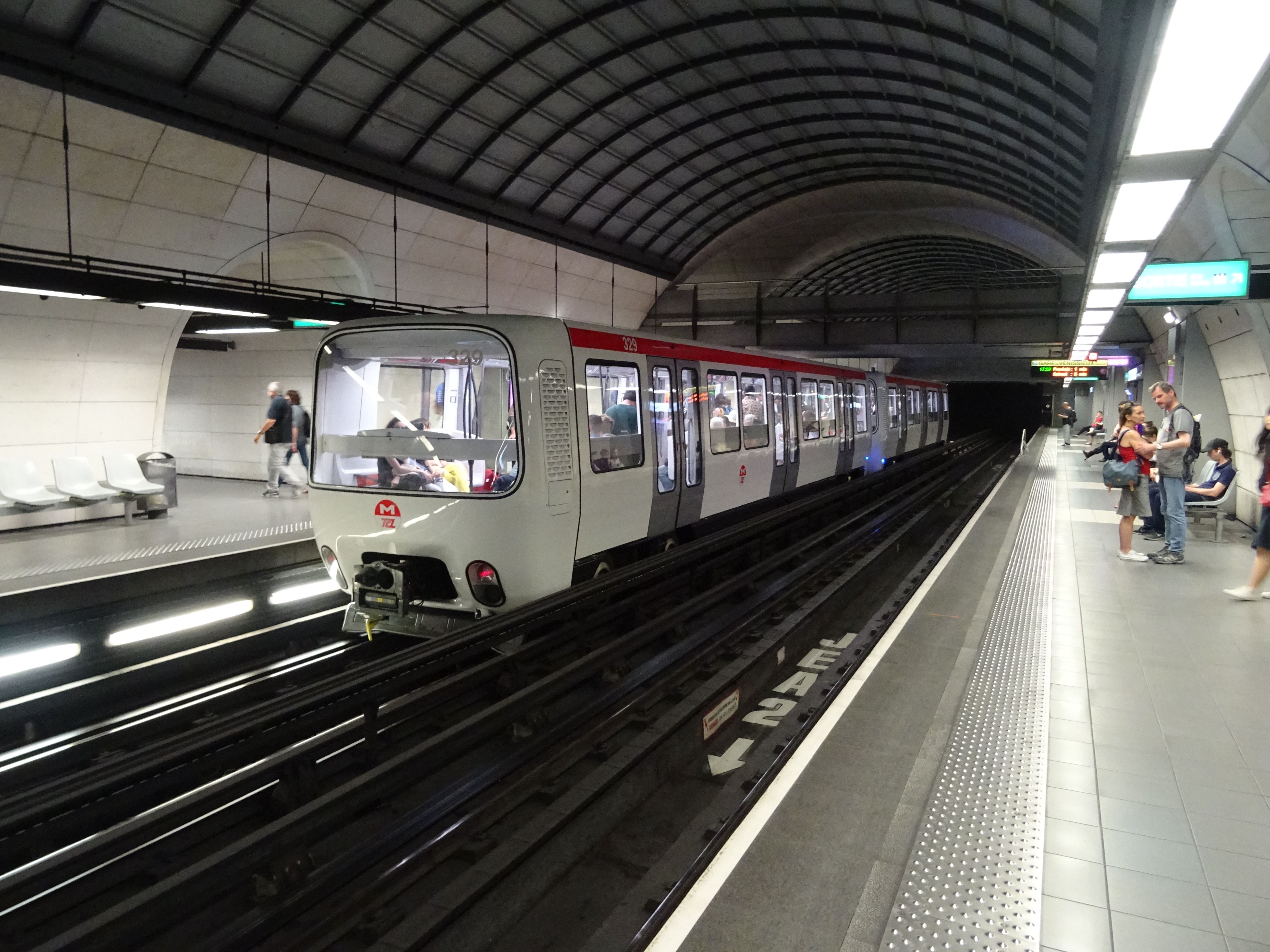
MPL85 à quai à la station Vieux Lyon

Les réseaux plus récents de Lille, Toulouse et Rennes font appel au métro automatique de type VAL, mis au point par Matra et racheté depuis par Siemens. Le VAL est un système de métro automatique sans besoin de conducteur à gabarit réduit.
En plus des réseaux de VAL, il existe cinq autres lignes de métro automatique en France, à savoir les lignes B et D du métro de Lyon, et les lignes 14, 1 et 4 du métro de Paris.
Fin-septembre 2022, le réseau français compte 505 stations de métro, 28 lignes de métro et 369 km de réseau (hors CDGVAL et Orlyval) répartis sur 6 réseaux (hors CDGVAL et Orlyval).

## Réseau existant

### Tableau récapitulatif
Cet inventaire n'inclut pas le Réseau express régional d'Île-de-France (RER), qui s'apparente au « grand » chemin de fer (gabarit, circulation à gauche, exploitation mixte RATP/SNCF). Le tramway de Rouen, bien que localement dénommé « métro », est également exclu car ses caractéristiques techniques (plancher bas, matériel tramway, sections importantes en voirie) le rapprochent plus d'un métro léger.
| Réseau    | Longueur (km) | Nombre de lignes | Nombre de stations | Fréquentation (millions de passagers) | Ouverture | Exploitant                      | Matériel roulant                                | Lignes | Remarques                                                                 |
| --------- | ------------- | ---------------- | ------------------ | ------------------------------------- | --------- | ------------------------------- | ----------------------------------------------- | --- | ------------------------------------------------------------------------- |
| Paris     | 245,6         | 16               | 320                | 1411 (2023)                           | 1900      | RATP                            | MF 67 MP 73 MF 77 MF 88 MP 89 MF 01 MP 05 MP 14 | En service : En construction : En projet :                                                                    | 3 lignes automatiques (lignes 1, 4 et 14)                                 |
| Marseille | 22,7          | 2                | 31                 | 71,3 (2023)                           | 1977      | RTM                             | MPM 76                                          | Métro de Marseille · Ligne 1 du métro de Marseille · Ligne 2 du métro de Marseille                            |                                                                           |
| Lyon      | 34,45         | 4                | 42                 | 208,214 (2023)                        | 1978      | RATP Dev (TCL)                  | MPL 75 MCL 80 MPL 85 MPL 16                     | Métro de Lyon · Ligne A · Ligne B · Ligne C · Ligne D                                                         | 2 lignes automatiques (Lignes B et D) + une ligne à crémaillère (ligne C) |
| Lille     | 43,7          | 2                | 60                 | 109,4 (2022)                          | 1983      | Keolis Lille Métropole (Ilévia) | VAL 206 VAL 208                                 | (1) · (2) | Lignes automatiques (VAL)                                                 |
| Orlyval   | 7,3           | 1                | 3                  | 3,47 (2022)                           | 1991      | OrlyVAL Services (Groupe RATP)  | VAL 206                                         | | Ligne automatique (VAL)                                                   |
| Toulouse  | 28,2          | 2                | 38                 | 118,297 (2024)                        | 1993      | Tisséo Voyageurs                | VAL 206 VAL 208 VAL 208 NG VAL 208 NG2          | En service : En construction :                                                                                | Lignes automatiques (VAL)                                                 |
| Rennes    | 23.5          | 2                | 28                 | 59,4 (2023)                           | 2002      | Keolis Rennes (STAR)            | VAL 208 VAL 208 NG VAL 208 NG2 Cityval          | (Logo du métro de Rennes) · (Logo de la ligne A du métro de Rennes) · (Logo de la ligne B du métro de Rennes) | Lignes automatiques (VAL et Neoval)                                       |
| CDGVAL    | 4             | 2                | 8                  | 24,5 (2019)                           | 2007      | Transdev Aéroport Liaisons      | VAL 208                                         | | Ligne automatique (VAL)                                                   |

### Le métro de Paris

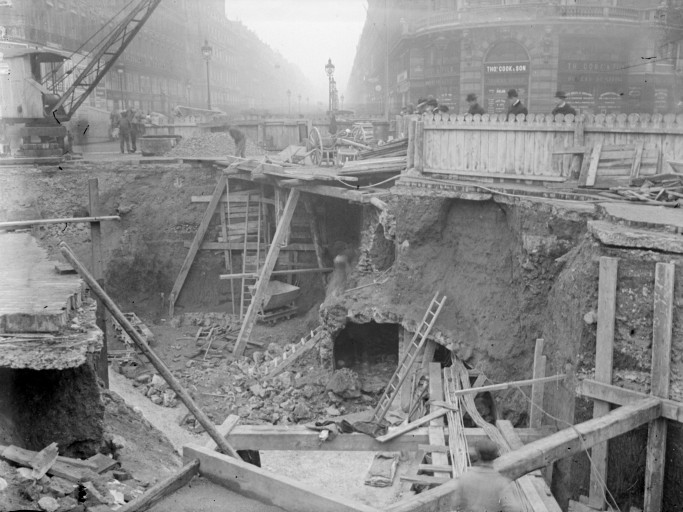
La construction du métro de Paris.

L'idée d'un chemin de fer métropolitain à Paris apparaît durant les années 1870, après le succès de la première ligne de métro au monde ouverte à Londres en 1863. L'encombrement progressif de la voirie rend encore plus urgent la réalisation d'un réseau. Mais une opposition apparaît très vite entre la Ville de Paris, qui souhaite un réseau à petit gabarit strictement urbain, et les grandes compagnies de chemin de fer ainsi que l'État, qui souhaitent un réseau à grand gabarit reliant les grandes gares têtes de ligne. Ce bras de fer retarde de plus d'un quart de siècle le début des travaux. L'approche de l'Exposition universelle de 1900 fait plier l'État, et après confrontation de nombreux projets parfois farfelus, Paris inaugure sa première ligne le 19 juillet 1900. Le réseau connaît un rapide développement, et compte déjà huit lignes dix ans plus tard.

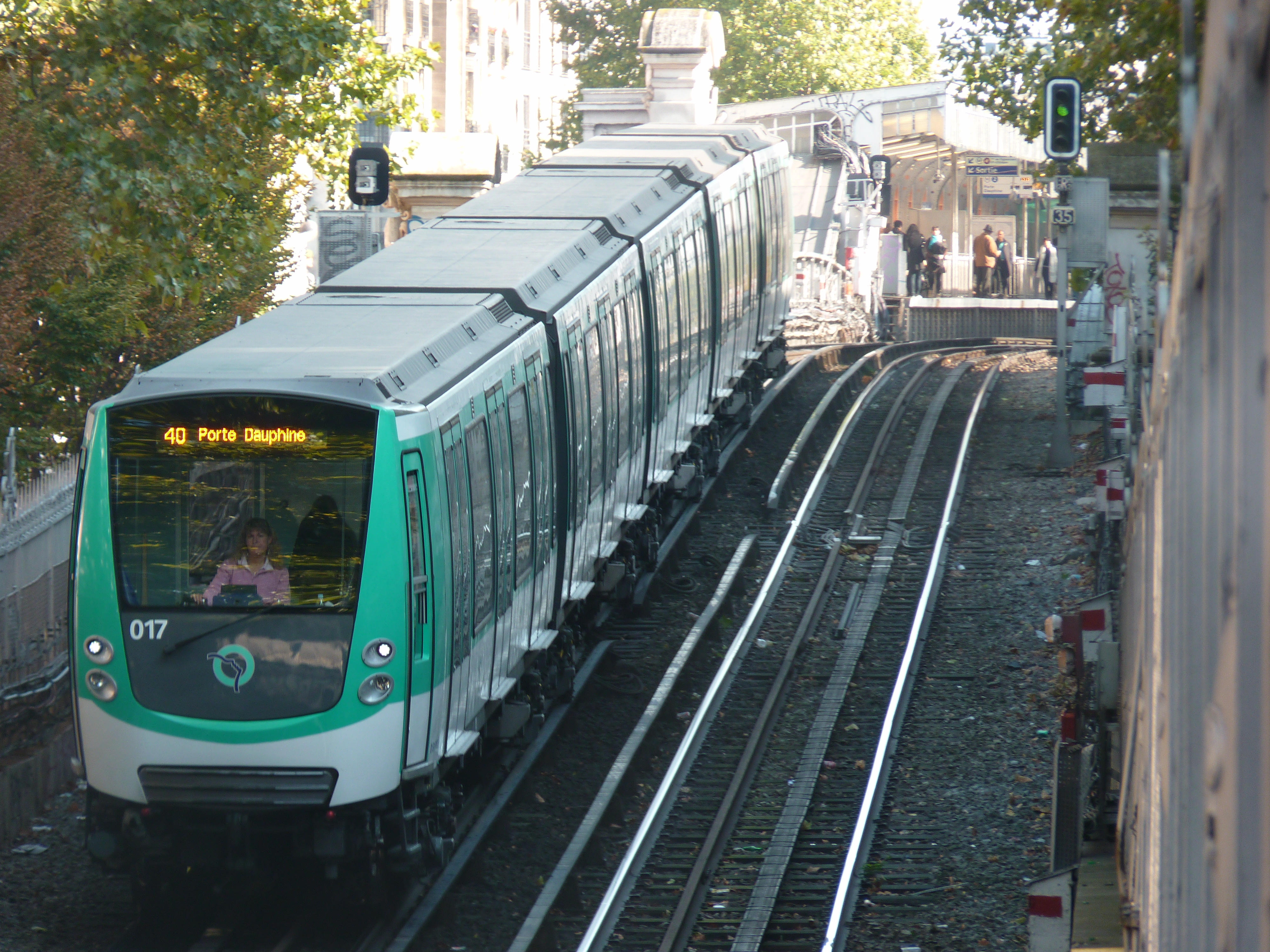
Une rame MF 01 de la ligne 2 du métro de Paris quittant la station Barbès - Rochechouart en direction de Porte Dauphine, en octobre 2010.

Le choix technologique du petit gabarit (2,40 m) et d'une desserte fine aux stations rapprochées enferme le métro parisien dans les limites de la ville, puis, à partir de 1934, à la proche banlieue en pleine expansion. L'impossibilité d'étendre ce réseau à la grande banlieue, à cause de son gabarit trop restreint et d'une longueur excessive des parcours en raison des stations trop proches dans le centre, amène l'idée de la création d'un métro régional dès les années 1920. La première application concrète est le transfert de la ligne de Sceaux à la Compagnie du chemin de fer métropolitain de Paris (CMP), qui exploite le métro, après une profonde modernisation de cette ancienne ligne ferroviaire de la banlieue sud. Mais la Seconde Guerre mondiale met provisoirement fin à toute extension de cette amorce d'un réseau suburbain.
La croissance soutenue de la banlieue parisienne après 1945, la saturation progressive des principales lignes de métro et la multiplication des encombrements automobiles incitent les gouvernements successifs à enfin mettre en œuvre un réseau ferroviaire à grand gabarit. Les deux premiers tronçons du « métro régional » ouvrent en 1969. En 1977, les deux tronçons est et ouest sont connectés dans une vaste gare souterraine au cœur de Paris, la gare de Châtelet - Les Halles, où est également prolongée la ligne de Sceaux. L'ensemble prend le nom de réseau express régional (RER) et se complète durant les années 1980 et 1990 de nouvelles lignes et tronçons. En parallèle, le métro se modernise, avec le renouvellement du matériel roulant et la modernisation de l'infrastructure et de l'exploitation. En 1998, ouvre la première ligne de métro automatique dans la capitale : la ligne 14. En 2012, l'automatisation de la ligne 1 est terminée, et celle de la ligne 4 en 2023.

### Le métro de Lyon

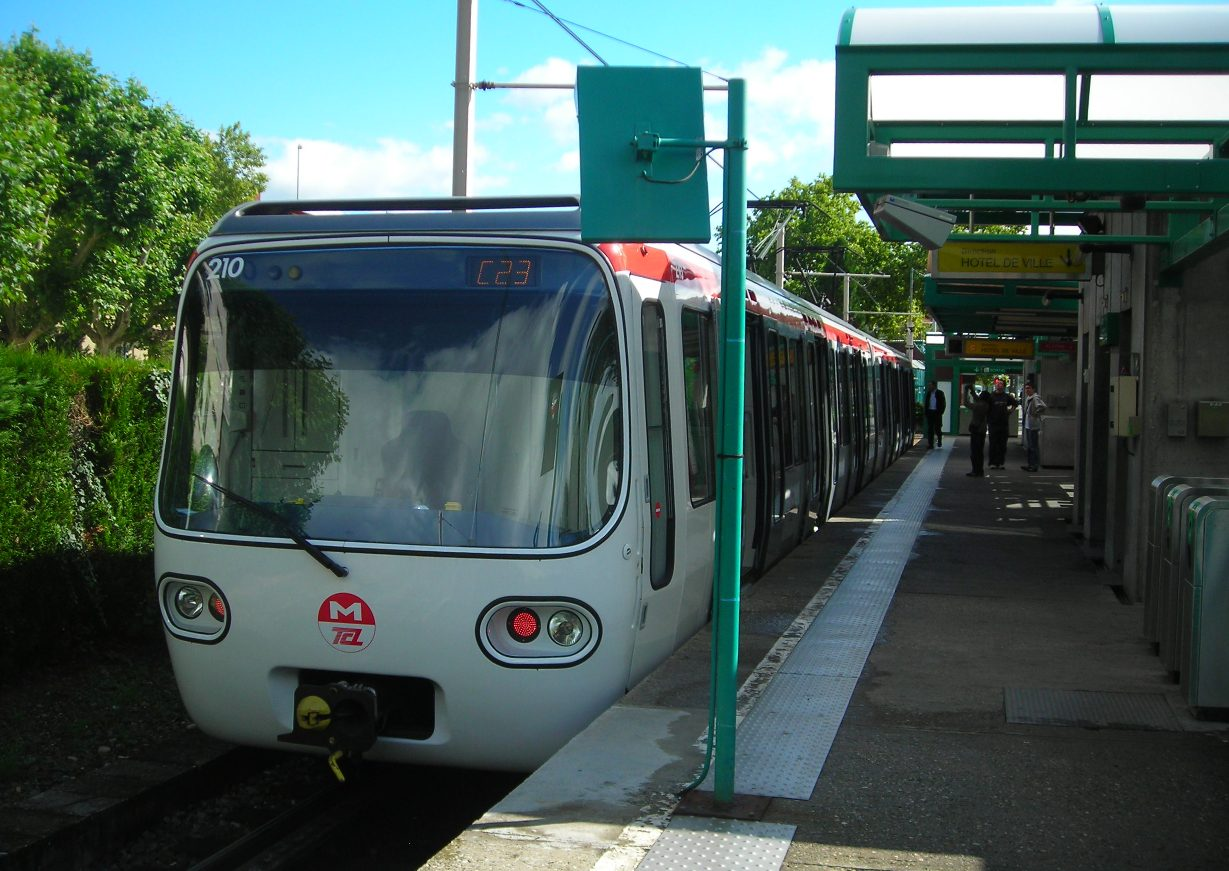
MCL80 sur la ligne C à Lyon.

Le métro de Lyon voit la création de la ligne C qui est un ancien funiculaire reconverti en métro à crémaillère, ce qui reste un cas unique au monde. Elle ouvre le 9 décembre 1974.
Rapidement, la ville ouvre ses deux premières lignes entièrement nouvelles en 1978, la ligne A est-ouest, et la courte ligne B nord-sud.
Toutes les lignes (à l'exception de la ligne C de Lyon)  sont dotées de matériel sur pneus, technique mise au point sur le réseau parisien par son exploitant, la Régie autonome des transports parisiens (RATP). Le trafic connaît une rapide montée en puissance et confirme le juste choix de ces réalisations.
La ligne A du métro de Lyon en transporte 165 000 voyageurs. L'expansion du trafic incite à prolonger les lignes existantes ou à en réaliser de nouvelles.
La ligne A ne connaîtra qu'une seule extension, en 2007 vers Carré de Soie sur la commune de Vaulx-en-Velin.
L'extension de la ligne B se fait en plusieurs phases, la première en 1981 de Part-Dieu à Jean-Macé, en 2000 jusqu'à Stade de Gerland, en 2013 jusqu'à "Gare SNCF d'Oullins" et enfin en 2023 encore plus au sud jusqu'à "Saint-Genis-Laval Hôpital Lyon Sud".
La ligne C connaîtra son unique extension vers Cuire en 1985.
La ligne D ouvre en 1991 sur un axe est-ouest ; l'année suivante, elle fonctionne en mode intégralement automatique, ce qui constitue une première pour un métro à grand gabarit.
En 2025, Lyon compte quatre lignes de métro.

### Le métro de Marseille
Marseille ouvre sa première ligne en 1977, la ligne 1 entre "Gare Saint-Charles" et "Chateau Gombert" à l'est de la ville. Dès 1980, la ligne 1 du métro de Marseille transporte quotidiennement en moyenne 95 000 voyageurs.
La ligne 2 du métro de Marseille sera inaugurée quelques années plus tard, en 1984, reliant alors "La Joliette" à "Castellane".
À la suite de ces deux ouvertures, il y aura des extensions aux deux lignes.
La ligne 1 est prolongée de part et d'autre, tout d'abord en 1978 de « Gare St Charles » à « Castellane », puis jusqu'à « La Timone » en 1992 et enfin jusqu'à « La Fourragère » en 2007.
La ligne 2 connaîtra sa première extension en 1986 de « Castellane » jusqu'à « Sainte-Marguerite Dromel », permettant de desservir le Stade Vélodrome. La deuxième extension aura lieu un an plus tard, entre « La Joliette » et « Bougainville » plus au nord du centre.

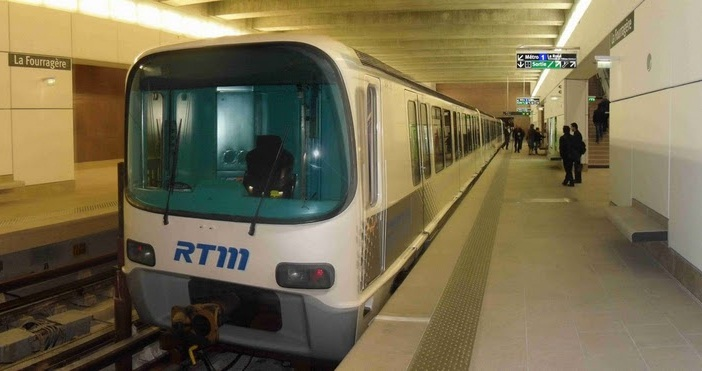
Une rame MPM 76 à quai au terminus La Fourragère (métro de Marseille).

Enfin, la dernière extension en date a été inaugurée en 2019, entre « Bougainville » et « Gèze ».
Actuellement, il existe officiellement un projet d'extension de la ligne 2 jusqu'au quartier de « La Pomme » d'ici à 2030.
Par ailleurs, le métro marseillais doit être intégralement automatisé entre 2026 et 2027. Cette automatisation s'accompagnera de la rénovation des stations, le remplacement des rames actuelles par le système Neomma et d'une augmentation de la fréquence de passage sur l'intégralité du réseau.
Aujourd'hui, Marseille possède actuellement deux lignes de métro.

### Le système VAL, les métros de Lille, Toulouse et Rennes

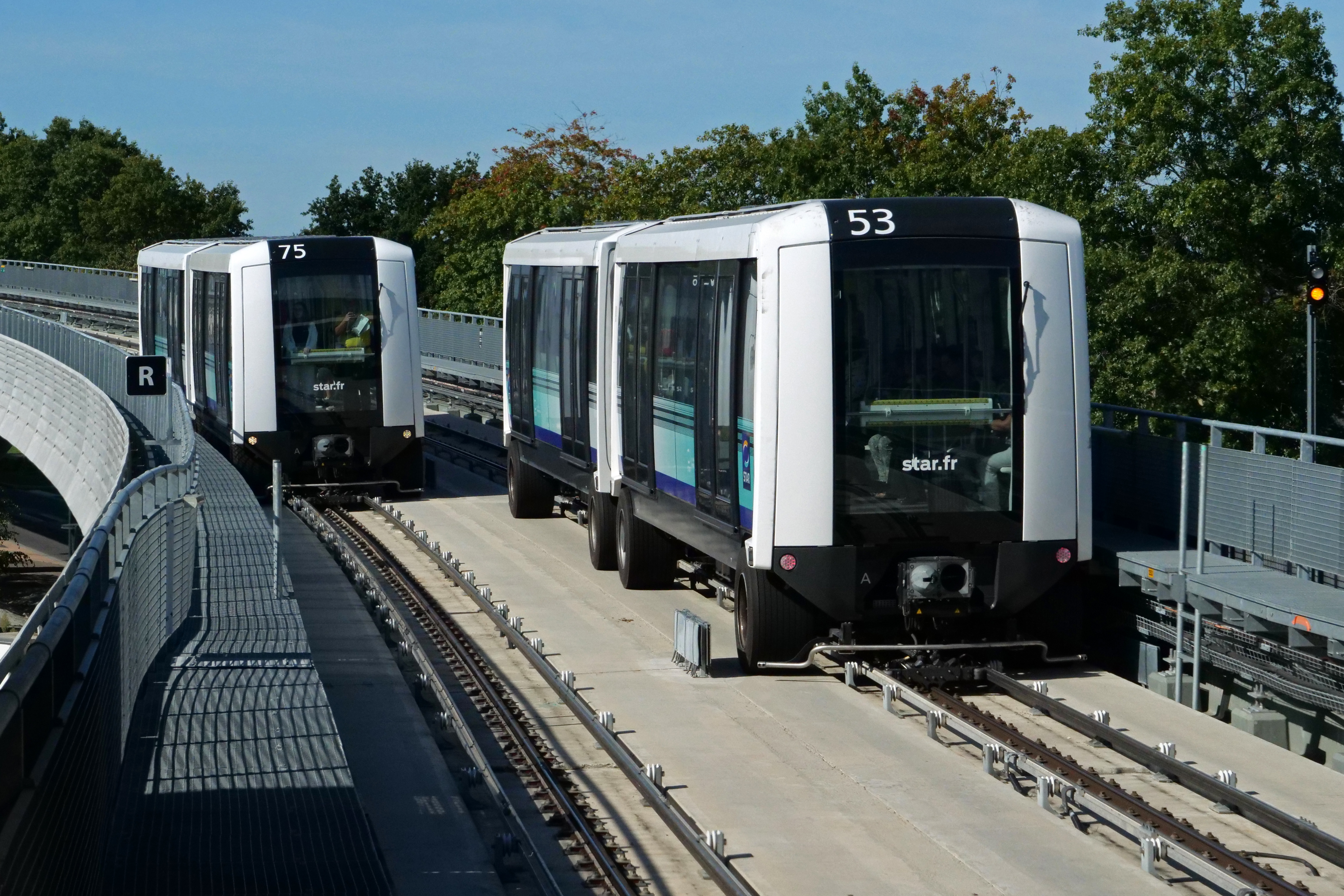
Une rame Cityval du métro de Rennes.

Lille inaugure sa première ligne de métro en 1983. Il ne s'agit pas ici d'un métro classique, mais de véhicules automatiques légers, le VAL, à gabarit réduit, monté sur pneus, et surtout, intégralement automatique, ce qui constitue une première mondiale. D'abord destiné à relier la ville nouvelle de Villeneuve-d'Ascq à Lille, ce qui explique aussi l'abréviation VAL, ce système original est mis au point par Matra, qui propose cette solution de rames courtes sans conducteurs mais à fréquence élevée. La communauté urbaine décide en 1974 la construction d'un réseau urbain de type VAL. Grâce à son architecture et à son roulement sur pneus, les accélérations et décélérations sont importantes ce qui assure une vitesse commerciale élevée. L'absence de conducteur assure des charges d'exploitation plus réduites et une plus grande souplesse d'exploitation. Une seconde ligne est ouverte en 1989. En 1993, après dix années d'exploitation de la première ligne, le métro de Lille transporte 220 000 voyageurs par jour ouvrable. En 2008, avec 45 km, le métro de Lille est le second de France par son kilométrage. La ligne 2 est par ailleurs la plus longue ligne de métro de France avec 31,7 km et 44 stations.

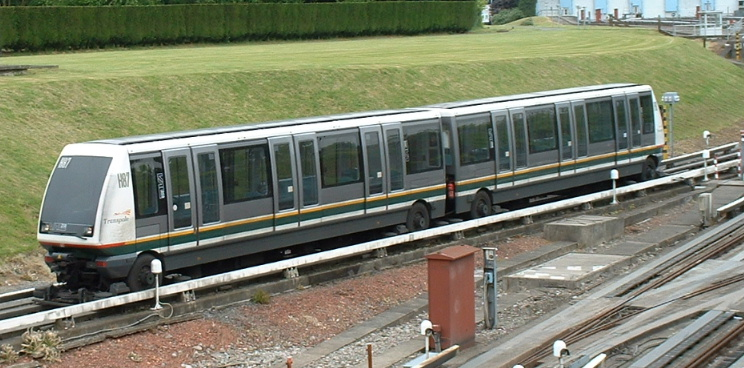
Une rame VAL 208 du métro de Lille.

Le succès du VAL à Lille amène les municipalités de Toulouse et Rennes à se doter d'un système équivalent. Toulouse choisit cette technologie en 1985 au détriment du tramway et inaugure sa première ligne en juin 1993. Après de multiples rebondissements politiques, Rennes inaugure sa première ligne en 2002. Les opposants au maire de l'époque, porteur du projet, font valoir qu'un tramway coûterait au minimum de 15 à 25 % moins cher et serait plus en adéquation avec les besoins d'une agglomération de seulement 365 000 habitants (520 000 dans l'aire urbaine) en 1999, ce qui en fait, lors de son inauguration, la plus petite ville du monde à posséder une ligne de métro. Dès l'ouverture de la première ligne, Rennes réfléchit à une seconde ligne qui est mise en service le 20 septembre 2022, après des années de travaux et deux ans de report dus à la pandémie de Covid-19 et à des problèmes de mise au point du nouveau système Neoval.

### Les dessertes aéroportuaires

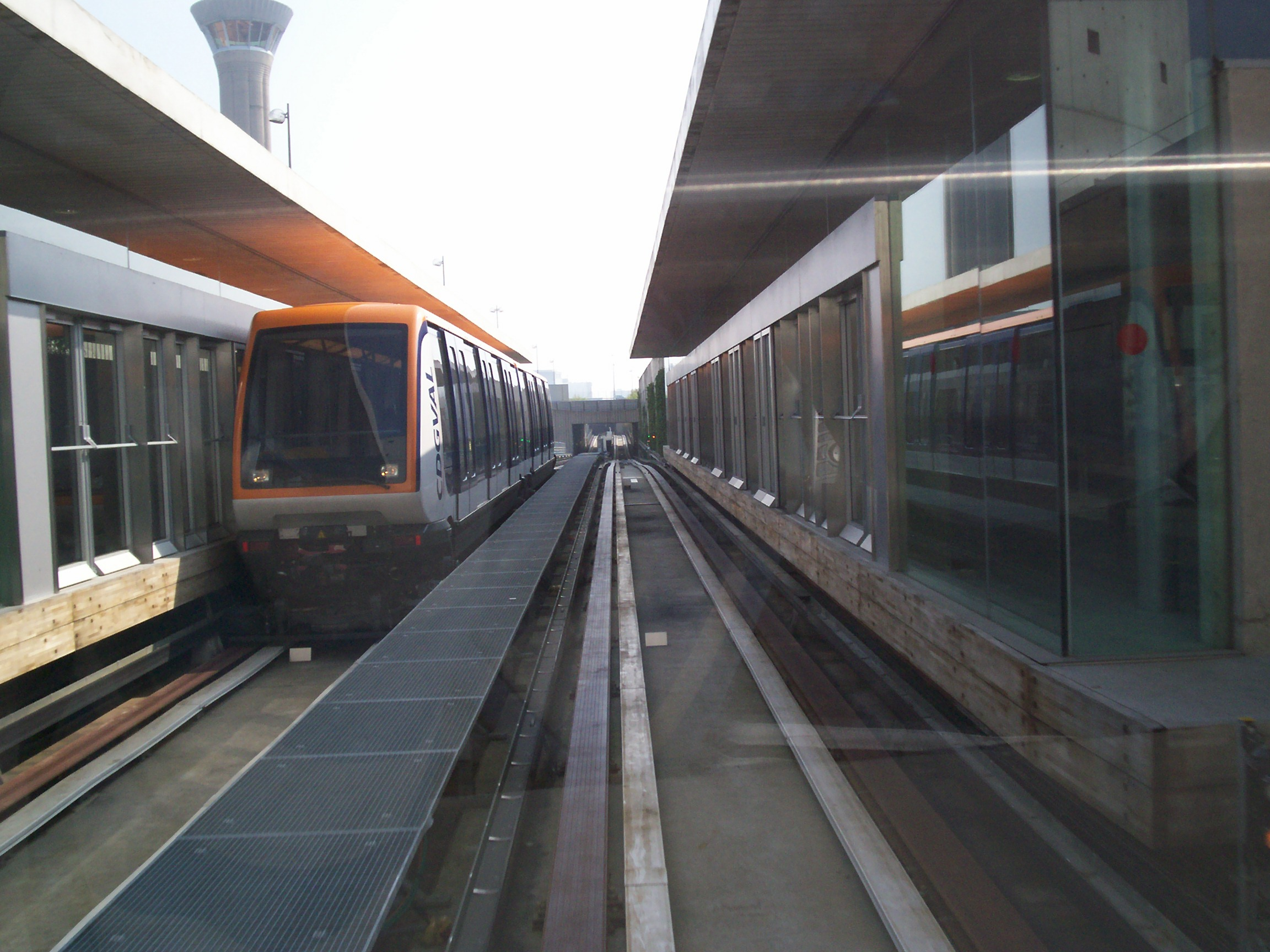
Une rame VAL 208 du CDGVAL.

Le succès de la technologie VAL amène la création de dessertes de type métro automatique pour les deux grands aéroports de Paris : Orly puis Roissy-Charles-de-Gaulle.
Depuis 1991, Orlyval assure une desserte des deux aérogares de l'aéroport d'Orly à partir de la gare d'Antony sur la ligne B du RER. Cette ligne de 7 km, bien plus modeste en longueur et fréquentation que les autres réseaux de métro existants, est financée sur fonds entièrement privés. La sous-estimation de la rupture de charge imposée à Antony, le tarif élevé ainsi que la concurrence d'autres lignes de transport entraînent une fréquentation très faible, atteignant à peine 30 % des prévisions. La ligne, qui constitue un désastre commercial, est très vite prise en charge par la RATP qui en assure depuis l'exploitation, avec une hausse de fréquentation encourageante.
Dernier né des réseaux de métro en France, le CDGVAL, ouvert en 2007, assure une desserte uniquement interne de la plate-forme aéroportuaire de Roissy-Charles-de-Gaulle. Ce petit réseau compte deux lignes : la ligne 1, longue de 3,5 km, qui relie entre eux les trois terminaux et les parkings, et la courte ligne 2, longue de seulement 1 300 m, qui relie un terminal à deux satellites d'embarquement. Contrairement à Orlyval, son utilisation est entièrement gratuite et, cas unique en France, voire en Europe, pour un métro, la ligne 1 fonctionne 24 h/24 avec un service réduit la nuit.

## Réseau disparu: le Poma 2000 de Laon

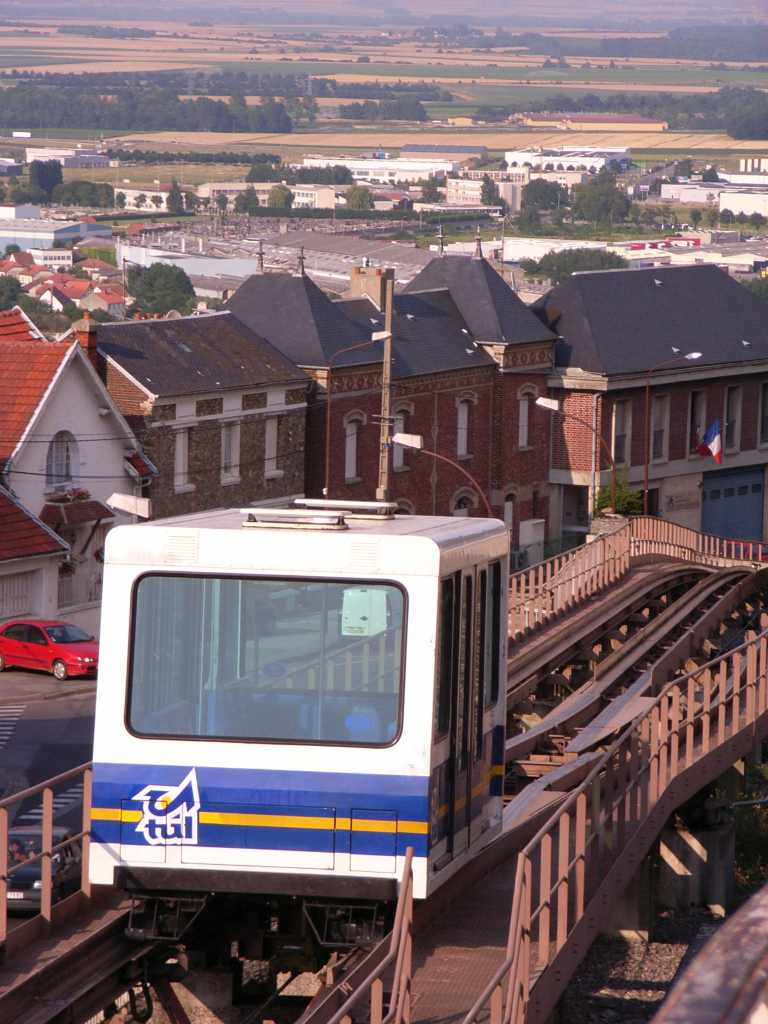
Le Poma 2000.

Le Poma 2000 était un système de transport guidé léger sur pneus, dérivé de la technologie du funiculaire et mis au point par la société Pomagalski. Une ligne de trois stations est mise en service à Laon en 1989 sur le tracé de l'ancien tramway. Elle permettait d'accéder plus facilement à la ville haute pour les habitants et les nombreux touristes visitant la cité médiévale. Victime du déclin du trafic et de l'obsolescence du matériel, la ligne a cessé son service en 2016,.

## Projets d'extensions de réseaux
En 2022, la France compte cinq nouvelles lignes en construction et deux projets de création de lignes, présentant des degrés d'avancement divers. Des prolongements de lignes sont aussi en construction (trois à Paris, une à Lyon, une à Toulouse) ou en projet (Marseille).

### Paris

Plan du réseau Grand Paris Express.

Le projet du Grand Paris Express, un réseau composé de quatre lignes de « supermétro automatique régional » d'une longueur totale de 200 kilomètres, en boucle autour de Paris, réalisé conjointement par la Société du Grand Paris (SGP) et le Syndicat des transports d'Île-de-France (STIF), est en cours de réalisation. Les enquêtes publiques des différents tronçons sont terminées à la fin de 2016. Les lignes 15, 16, 17 et 18 sont en cours de construction. Les premières mises en service sont prévues en fin-2026.

### Lyon
Une cinquième ligne de métro était envisagée (ligne E). Elle aurait relié la station Gare TER d'Alaï à Bellecour (avec prolongement envisagé sur Part-Dieu) en traversant le 5e arrondissement de Lyon et la commune de Tassin, en banlieue ouest. La concertation publique autour du projet amène les décideurs à réaliser des études complémentaires au sujet d'un prolongement vers l'Est (jusqu'à la Part-Dieu) d'une part, et d'un prolongement vers l'Ouest d'autre part. Ce projet, en tant que métro, a été abandonné par la nouvelle majorité écologiste qui a lancé un projet de tramway partiellement enterré dit TEOL.

### Marseille
Au-delà du projet Neomma de renouvellement et d'automatisation du métro de Marseille, le PDU prévoit un prolongement de la ligne M2 au sud en direction de Saint-Loup.

### Toulouse

Plan du réseau toulousain à l'horizon 2028

Les études détaillées de la troisième ligne de métro ont commencé en 2019, à la suite de l'élection en 2014 du nouveau maire de Toulouse Jean-Luc Moudenc. Ce projet consiste en une ligne de 27 km reliant le site Airbus de Colomiers au site Airbus Defence and Space du Palays et passant par la gare Matabiau. Le débat public sur ce projet, baptisé Toulouse Aerospace Express, a eu lieu en 2016 et le contour final du projet, incluant la Ligne C du métro de Toulouse, le prolongement de la ligne B et la transformation de la desserte aéroportuaire par une navette de tramway rapide, définitivement adopté le 27 novembre 2019. Les premiers creusements débutent en 2022 pour une livraison à l'horizon 2028.
Tisseo Collectivités prévoit également de prolonger la ligne B jusqu'à l'Institut National Polytechnique de Toulouse, en correspondance avec la future troisième ligne.

## Réseaux hybrides

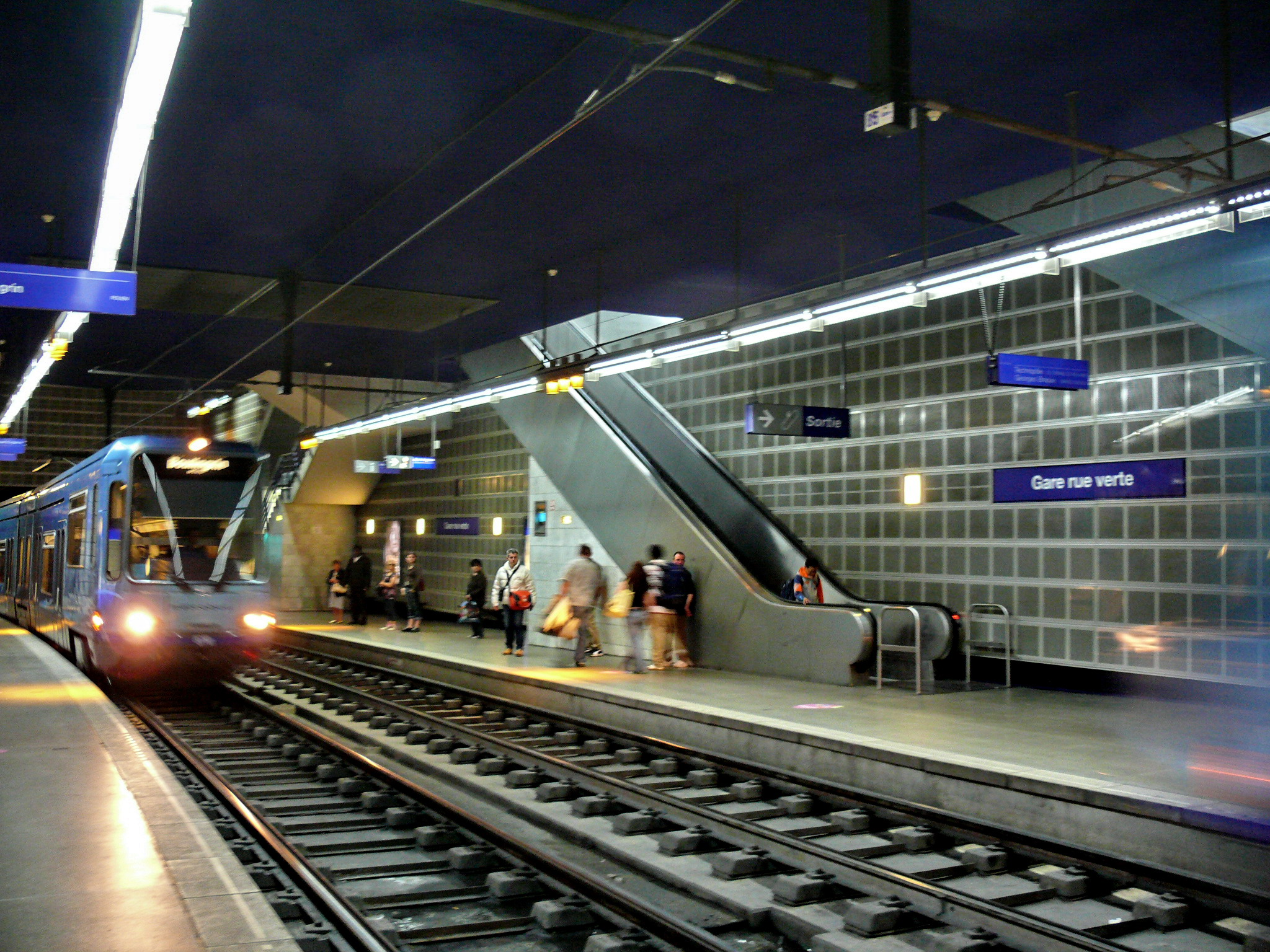
Une rame de TFS à la station Gare Rue Verte

Le tramway de Rouen est souvent considéré par les habitants de la ville comme un métro car il compte de nombreuses stations souterraines. Il s'agit en réalité plutôt d'un tramway car la ligne est exploitée avec des rames de TFS et de Citadis 402 des véhicules de type tramway et non métro. Malgré cela le tramway de Rouen fut au départ officiellement dénommé Metrobus ce qui a également pu aider à alimenter le débat.

## Projets de nouveaux réseaux

### À Bordeaux
Le débat sur la construction d'un réseau de métro à Bordeaux est ancien. Un premier projet de métro VAL, porté par le maire de l'époque Jacques Chaban-Delmas, a ainsi été envisagé de 1986 à 1993 avant d'être abandonné au profit du tramway de Bordeaux. Les raisons de son abandon sont principalement la faible densité de l'agglomération, son coût extrêmement élevé et l'inconsistance des sous-sols.
À partir de 2017, devant la saturation du tramway et la croissance démographique de la métropole bordelaise, la possibilité d'un réseau de métro fait son retour dans le débat public et est évoquée par le maire Alain Juppé. Une association citoyenne, Métro Bordeaux, esquisse un réseau de deux lignes réutilisant notamment la ceinture ferroviaire.
Une étude exploratoire, entreprise début 2019 à la demande de Bordeaux Métropole, démontre la pertinence à l'horizon 2030 d'une ligne reliant Bouliac au parc des expositions via la gare Saint-Jean et les boulevards circulaires. Toutefois, en septembre 2019, Patrick Bobet, président de la Métropole, annonce que le projet de métro est repoussé sine die en raison de son coût, estimé à 1,4 milliard d'euros. La Métropole juge en effet prioritaires l'extension du tramway et la réalisation du RER bordelais.
En janvier 2020, Patrick Bobet déclare toutefois que le métro sera un jour « indispensable » et que les études devront être relancées au cours de la prochaine mandature.
Le 14 mai 2024, plusieurs élus de Bordeaux Métropole, dont la présidente Christine Bost, ont présenté les conclusions de la phase 1 de l’étude prospective sur la faisabilité d’un métro, lancée en septembre 2023. Cinq propositions de tracé ont été dévoilées.
2 hypothèses de tracés vont être étudiées de plus près d'ici septembre 2024 pour en évaluer la faisabilité technique, l'insertion urbaine et le potentiel de fréquentation dans une logique intermodale. Si cette deuxième phase s'avère concluante, un seul tracé sera retenu pour être expertisé de manière approfondie pendant trois mois supplémentaires pour en mesurer l'estimation financière, l'évaluation socio-économique et le bilan carbone. Fin 2024 ou début 2025, les élus auront donc le scénario final et détaillé de ce que pourrait être une ligne de métro à Bordeaux.

### À Nantes
La possibilité d'une ligne de métro à Nantes est évoquée à partir de 2019 afin de contribuer à l'amélioration des mobilités et à la réduction du trafic automobile dans la métropole. Le collectif citoyen Métro Nantes réalise un projet sommaire proposant une ligne circulaire passant par la gare, l'île de Nantes et la gare maritime avec une antenne vers Saint-Herblain.
Les candidates aux élections municipales de 2020 Johanna Rolland (PS) et Valérie Oppelt (LREM) intègrent à leur programme la promesse d'étudier la faisabilité du métro.

### À l'aéroport de Marseille Provence
Un projet est également à l'étude pour relier la gare de Vitrolles-Aéroport-Marseille-Provence et l'aéroport de Marseille Provence par un métro automatique à petit gabarit de type VAL. Le projet avait été étudié pour être réalisé entre 2015 et 2016. L'idée a été évoquée par Guillaume Pépy, le PDG de la SNCF, Eugène Caselli, président de MPM et Jean-Yves Petit, vice-président de la région, chargé des transports. Le métro serait proche des lignes du CDGVAL ou d'Orlyval. Il comporterait trois stations : Gare, MP1 et MP2.
Finalement, le projet de métro a été remplacé par une ligne téléphérique qui relirait l'aéroport à la gare en passant par Airbus Helicopters. Ce projet devrait rentrer en service en 2029.

## Projets annulés
Dix grandes agglomérations françaises ont, à une époque, mis à l'étude une ligne ou un réseau de métro avant de finalement faire le choix du tramway pour des raisons financières. Ainsi, Bordeaux avait programmé deux lignes de VAL en 1986 avant de les annuler en 1993. Grenoble a étudié la possibilité d'une ligne de Poma. En 1982, Nantes souhaitait mettre en place une ligne de VAL, la même réflexion s'est posée à Nice. Montpellier avait envisagé deux lignes d'ARAMIS en 1983. Rouen et Strasbourg ont lancé des études pour la mise en place d'un VAL, respectivement en 1989 et 1985. Nancy et Orléans avaient aussi envisagé ce mode de transport[réf. souhaitée].